# Gösta Ljungström
Gösta Ljungström (Ebbe Gustaf Ljungström), född 18 november 1884 i Bolstads socken, död 21 februari 1970 i Göteborg, var en svensk idrottsman (långdistanslöpare). Han tävlade för Örgryte IS och vann SM-guld i terränglöpning 8 km år 1908.